# Oschiri
Oschiri is een gemeente in de Italiaanse provincie Olbia-Tempio (regio Sardinië) en telt 3696 inwoners (31-12-2004). De oppervlakte bedraagt 215,5 km², de bevolkingsdichtheid is 17 inwoners per km².
Ten noordwesten van de dorpskern bevindt zich het bijna 18 km² grote stuwmeer Lago di Coghinas
De volgende frazioni maken deel uit van de gemeente: San Leonardo.

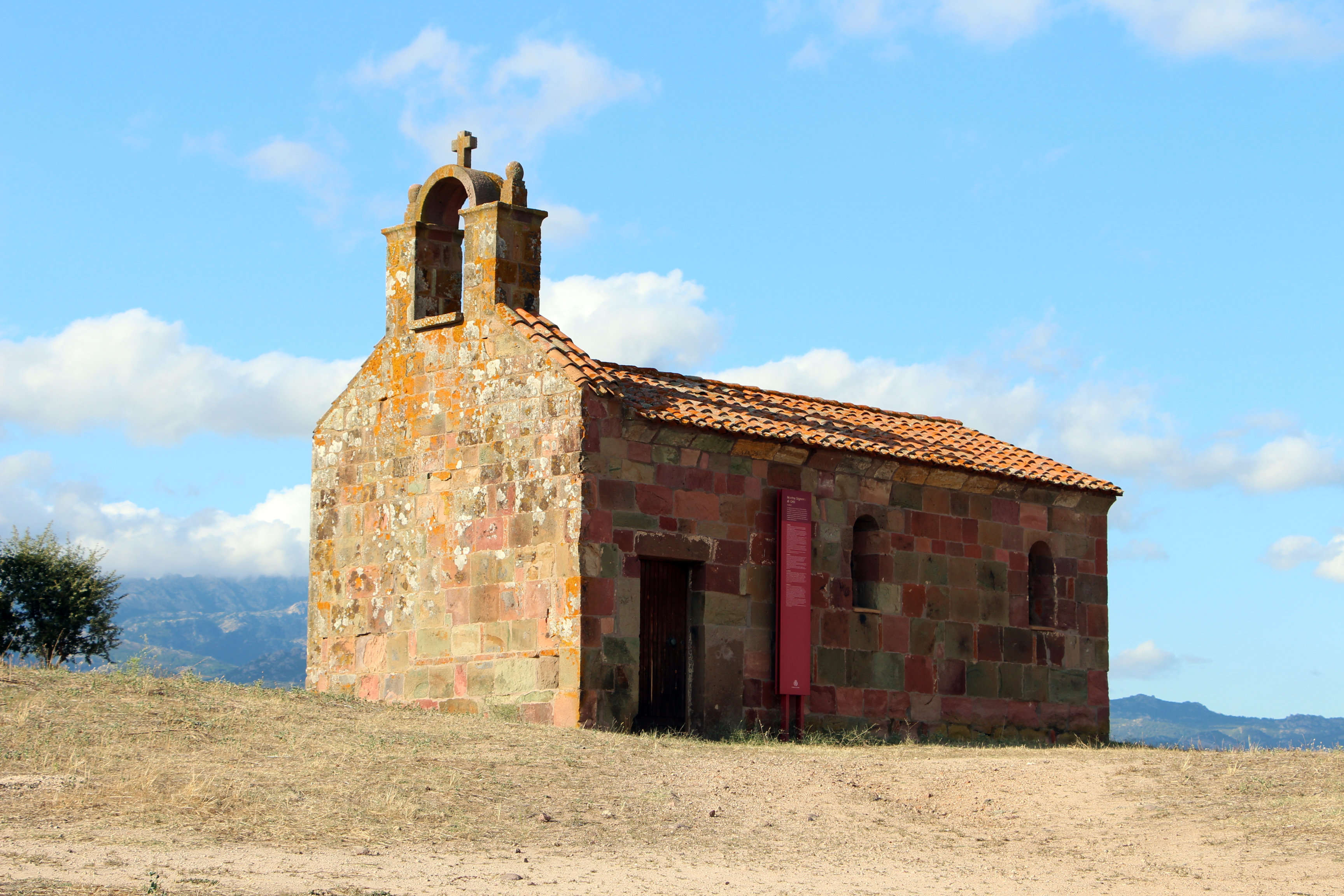
Nostra Signora di Otti
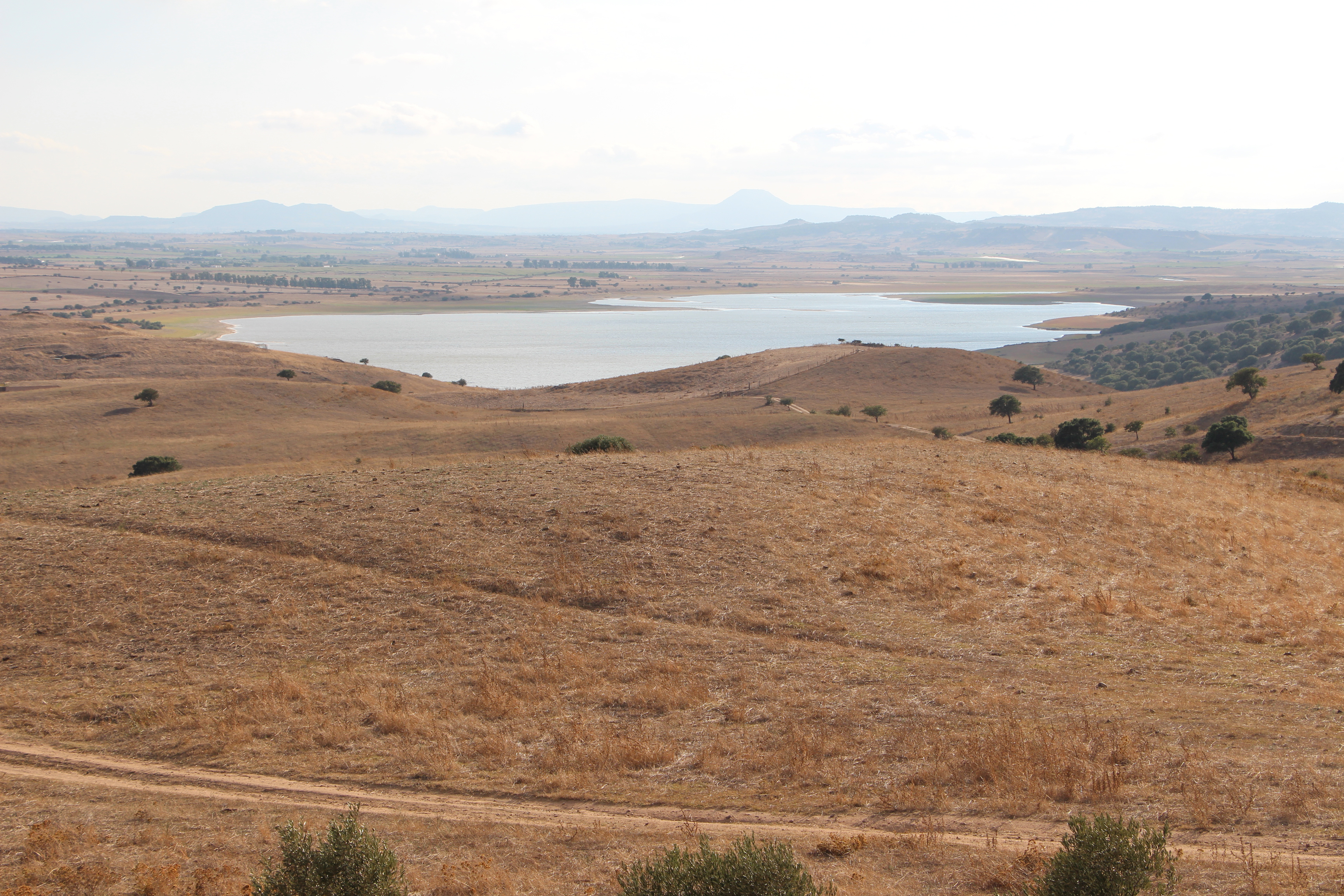
Lago di Coghinas

## Demografie
Oschiri telt ongeveer 1337 huishoudens. Het aantal inwoners daalde in de periode 1991-2001 met 3,9% volgens cijfers uit de tienjaarlijkse volkstellingen van ISTAT.
| Jaar | Inwoneraantal |
| ---- | ------------- |
| 1991 | 3900          |
| 2001 | 3749          |

## Geografie
Oschiri grenst aan de volgende gemeenten: Alà dei Sardi, Berchidda, Buddusò, Ozieri (SS), Pattada (SS), Tempio Pausania, Tula (SS).
Aggius · Aglientu · Alà dei Sardi · Arzachena · Badesi · Berchidda · Bortigiadas · Buddusò · Budoni · Calangianus · Golfo Aranci · La Maddalena · Loiri Porto San Paolo · Luogosanto · Luras · Monti · Olbia · Oschiri · Padru · Palau · San Teodoro · Sant'Antonio di Gallura · Santa Teresa Gallura · Telti · Tempio Pausania · Trinità d'Agultu e Vignola
1. ↑  https://demo.istat.it/?l=it.